# Kiah Stokes
Kiah Irene Stokes (ur. 30 marca 1993 w Cedar Rapids) – amerykańska koszykarka występująca na pozycji środkowej, obecnie zawodniczka Fenerbahçe Spor Kulubu Stambuł, a w okresie letnim – Las Vegas Aces w WNBA.
15 lipca 2019 przedłużyła umowę z tureckim Fenerbahçe Spor Kulubu Stambuł.
2 lipca 2021 została zawodniczką Las Vegas Aces.

## Osiągnięcia
Stan na 25 stycznia 2022, na podstawie, o ile nie zaznaczono inaczej.

### NCAA
- Mistrzyni:
  - NCAA (2013–2015)
  - turnieju konferencji:
    - Big East (2012)
    - American Athletic (AAC – 2014, 2015)

  - sezonu zasadniczego AAC (2014, 2015)
- Uczestniczka NCAA Final Four (2012–2015)
- Defensywna zawodniczka roku AAC (2015)
- Zaliczona do:
  - I składu:
    - Senior CLASS Award All-American (2015)
    - debiutantek Big East (2012)

  - II składu AAC (2015)

### WNBA
- Zdobywczyni pucharu WNBA Commissioner's Cup (2022)[5]
- Zaliczona do:
  - I składu debiutantek WNBA (2015)
  - II składu defensywnego WNBA (2015)

### Inne drużynowe
- Mistrzyni Turcji (2019, 2021)[1]
- Zdobywczyni:
  - Pucharu Turcji (2019, 2020)
  - Superpucharu Turcji (2019)
- 3. miejsce w Eurolidze (2021)
- Finalistka Superpucharu Turcji (2018)

### Inne indywidualne
(* – nagrody przyznane przez portale eurobasket.com, asia-basket.com)
- Defensywna zawodniczka roku ligi południowokoreańskiej (2016)*[6]
- Uczestniczka meczu gwiazd ligi południowokoreańskiej (2016)[6]
- Zaliczona do*:
  - II składu ligi tureckiej (2017)[7]
  - składu honorable mention ligi południowokoreańskiej (2016)[6]
- Liderka w:
  - zbiórkach ligi tureckiej (2017, 2019)[7]
  - blokach ligi:
    - tureckiej (2017, 2018)[7]
    - południowokoreańskiej (2016)[6]

### Reprezentacja
- Mistrzyni Ameryki U–16 (2009)
- Brązowa medalistka letnich igrzysk olimpijskich młodzieży (2010)